# 塔德帕特里
塔德帕特里（Tadpatri），是印度安得拉邦Anantapur县的一个城镇。总人口86641（2001年）。

## 人口
该地2001年总人口86641人，其中男性43947人，女性42694人；0—6岁人口11286人，其中男5819人，女5467人；识字率55.77%，其中男性为66.86%，女性为44.35%。